# Рудаченко, Мария Яковлевна
Мария Яковлевна Рудаченко (17 августа 1929 года — 2 октября 2001 года) — советский и российский художник-постановщик.

## Биография
В 1946—1951 училась в Московском художественно-промышленном училище им. М. И. Калинина. В 1957 окончила художественный факультет ВГИКа. На киностудии «Союзмультфильм» работала с 1958 художником-постановщиком рисованных фильмов, сотрудничала с режиссёрами Николаем Фёдоровым, Владимиров Полковниковым, Иваном Давыдовым, Леонидом Каюковым и др. Как режиссёр дебютировала в 1984. Сотрудничала с издательством «Малыш» в качестве иллюстратора детских книг.
Умерла 2 октября 2001 года. Похоронена на Ваганьковском кладбище.

## Фильмография

### Режиссёр
1. 1984 — «Разрешите погулять с вашей собакой»
2. 1986 — «Переменка № 5. Холодно, холодно, хододно!»

### Сценарист
1. 1964 — «Мультипликационные титры (Большой фитиль)»

### Художник-постановщик
1. 1958 — «Сказка о Мальчише-Кибальчише»
2. 1960 — «Старик Перекати-поле»
3. 1961 — «Стрекоза и муравей»
4. 1962 — «Королева Зубная Щётка»
5. 1963 — «Шутки»
6. 1964 — «Мультипликационные титры (Большой фитиль)»
7. 1964 — «Сказка о потерянном времени» (мультипликационная вставка)
8. 1965 — «Приключения запятой и точки»
9. 1966 — «Снежная королева» (мультипликационная вставка)
10. 1967 — «Раз, два — дружно!»
11. 1968 — «Пингвины»
12. 1969 — «Дед Мороз и лето»
13. 1971 — «Ох уж эта Настя!» (мультипликационная вставка)
14. 1975 — «Уроки наших предков»
15. 1976 — «Знакомство»
16. 1978 — «Илья Муромец и Соловей-разбойник»
17. 1979 — «Маша и волшебное варенье»
18. 1981 — «Ничуть не страшно»
19. 1982 — «Живая игрушка»
20. 1983 — «Змей на чердаке»